# Connor Jaeger
Connor Jaeger (ur. 30 kwietnia 1991 w Hackensack) – amerykański pływak, specjalizujący się w stylu dowolnym, wicemistrz olimpijski i wicemistrz świata.

## Kariera
Wystartował na igrzyskach olimpijskich w Londynie (2012) na 1500 metrów stylem dowolnym, gdzie był szósty z czasem 14:52,99.
Rok później zdobył brązowy medal mistrzostw świata w Barcelonie na 400 m stylem dowolnym. Na dystansie 800 m i 1500 m w tym samym stylu był czwarty. W 2015 na mistrzostwach świata w Kazaniu zdobył srebrny medal w konkurencji 1500 m stylem dowolnym oraz zajął czwarte miejsce na dystansie 400 i 800 m stylem dowolnym.
Podczas igrzysk olimpijskich w Rio de Janeiro zdobył srebrny medal na dystansie 1500 m stylem dowolnym, uzyskując w finale czas 14:39,48 i poprawiając jednocześnie rekord Ameryki. W konkurencji 400 m kraulem zajął piąte miejsce z czasem 3:44,16.
Po tych zawodach zakończył karierę pływacką.